# Wittenberge (stacja kolejowa)
Wittenberge – stacja kolejowa w Wittenberge, w kraju związkowym Brandenburgia, w Niemczech. Znajdują się tu 3 perony.
| Wittenberge                       |  |                             |
| Linia Berlin - Hamburg (126,8 km) |  |                             |
| Bad Wilsnackodległość: 13,8 km    |  | Karstädt odległość: 17,7 km |